# Chase H.Q. II: Special Criminal Investigation
Chase H.Q. II: Special Criminal Investigation is een videospel voor diverse platforms. Het spel werd in 1989 uitgebracht als arcadespel. Een jaar later verscheen het voor de Commodore Amiga, Atari ST en Commodore 64. De Chase Special Investigations heeft gevraagd om vijf voertuigen te achterhalen die verdacht worden van ontvoering. De speler beschikt over een auto met V6 DOHC 3000CC Twin Turbo Engine, vijf nitro-benzine boosts en een geweer dat bevestigd is aan het stuur. In elk level vliegt er een helikopter over die de speler voorziet van een aantal granaten.

## Platforms
| Jaar | Platform                                   |
| ---- | ------------------------------------------ |
| 1989 | Arcade                                     |
| 1990 | Amiga, Atari ST, Commodore 64, ZX Spectrum |
| 1991 | TurboGrafx-16                              |
| 1992 | SEGA Master System                         |
| 2008 | Virtual Console (Wii)                      |

## Ontvangst
| Beoordeeld door                       | Platform      | Datum            | Score |
| ------------------------------------- | ------------- | ---------------- | ----- |
| Computer and Video Games (CVG)        | TurboGrafx-16 | april 1991       | 85%   |
| Computer and Video Games (CVG)        | Amiga         | december 1990    | 84%   |
| ACE (Advanced Computer Entertainment) | Atari ST      | februari 1991    | 84%   |
| Amiga Joker                           | Amiga         | december 1990    | 81%   |
| Computer and Video Games (CVG)        | Commodore 64  | december 1990    | 79%   |
| Your Sinclair                         | ZX Spectrum   | maart 1991       | 71%   |
| ST Action                             | Atari ST      | oktober 1993     | 68%   |
| ST Format                             | Atari ST      | augustus 1993    | 61%   |
| Datormagazin                          | Amiga         | 14 februari 1991 | 60%   |
| Power Play                            | Amiga         | maart 1991       | 38%   |